# Віню верде

Регіон виробництва «зеленого вина»

Ві́ню ве́рде, або Зеле́не вино́ (порт. vinho verde, МФА: [ˈvi.ɲu ˈveɾ.dɨ], «зелене (молоде) вино») — португальське молоде вино з низьким вмістом алкоголю (8,5-11,5%). Може бути з білих, червоних, а також рожевих сортів винограду. Назва походить від зеленого ландшафту провінції Міню, де вино традиційно виготовляється та кольору ягід молодого винограду. Всього існує близько 2000 марок цього виду вина.

## Сорти
Сорти цього вина добре відомі з часів Стародавнього Риму: воно згадується філософом Сенекою, природознавцем Плінієм та стрічається у законодавчіх актах Доміціана (96—51 рр. до Хр.).
Виробляться з молодого недозрілого винограду, коротким терміном бродінням, а також шляхом додавання діоксиду вуглицю. Для виробництва вина використовуються спеціальні сорти винограду з низьким відсотком цукру та високим вмістом яблучної кислоти.
Віню Верде відоме своїм фруктовим смаком і в'яжучими якостями. Вміст алкоголю зазвичай коливається на рівні 10 відсотків, що робить його ідеальними для куштування в спекотну погоду.

## Виробництво
Район виробництва: північ Португалії в долині між руслами річок Дору та Міню. Площа виноградників охоплює 60.000 га. (чверть всієї площі виноградників Португалії), виробництво зосереджено в відомих своїм прохолодним кліматом 6 адміністративних округах португальської Півночі: Амаранте, Баста, Брага, Ліма, Монсан і Пенафієл, їм зайняті 25.500 виноробних господарств.
Віню верде захищено португальськими та європейськими законами про географічне походження та товарні знаки.